# Wang Yip Tang
Wang Yip Tang (chinesisch 鄧宏業 / 邓宏业, Pinyin Dèng Hóngyè, Jyutping Dang6 Wang4jip6, Yale Dang6 Wang4 Yip6, * 5. Juni 1984, Hongkong) ist ein Hongkonger Radrennfahrer.
Tang begann seine internationale Karriere 2005 bei dem Continental Team Purapharm aus Hongkong. In seiner ersten Saison wurde er Achter in der Gesamtwertung der Tour of South China Sea. Seine Landsmänner und Teamkollegen Kin San Wu und Wong Kam Po belegten die beiden ersten Plätze. Bei den Asienspielen 2006 in Doha belegte er im Zeitfahren den achten Rang hinter dem Sieger Baoqing Song. 2007 wurde Wang Hongkong-Meister im Einzelzeitfahren und konnte diesen Erfolg 2010 wiederholen. Mit dem Gesamtwertungssieg der Tour of South China Sea 2007 gelang ihm sein bis dahin größter Karriereerfolg. Außerdem gewann er 2009 das Straßenrennen der Ostasienspiele.

## Erfolge
2007
- Hong Kong-Meister – Einzelzeitfahren
- Gesamtwertung und eine Etappe Tour of South China Sea

2009
- Ostasienspiele – Straßenrennen

2010
- Hong Kong-Meister – Einzelzeitfahren

## Teams
- 2005–2010 Purapharm
- 2011 Champion System
- 2013 Champion System (bis 01.08.)